# Antonio Beramendi y Freyre
Antonio Beramendi y Freyre fue un diplomático español del siglo XIX.

## Biografía
Nació el 21 de octubre de 1777 en Madrid. En 1806 fue retratado por José de Madrazo en Roma. En Tánger ejerció como cónsul general y encargado de negocios desde finales de la década de 1820, cargo en el que relevó a Alejandro Briarly.